# David Kirkwood (femkampare)
David Archer "Dave" Kirkwood, född 20 september 1935 i Jackson, död i januari 2012, var en amerikansk femkampare.
Kirkwood blev olympisk silvermedaljör i modern femkamp vid sommarspelen 1964 i Tokyo.